# Dufski Wodopad
Dufski Wodopad (maced. Дуфски Водопад) – wodospad w zachodniej części Macedonii Północnej, w Parku Narodowym Mawrowo. Znajduje się na rzece Rostuszka (dopływie Radiki) płynącej między pasmami górskimi Bistra i Korab i tworzącej głębokie kaniony. W pobliżu wodospadu jest Bigorski monaster św. Jana Chrzciciela i wieś Rostusze.
Wysokość wodospadu wynosi około 23,5 m. Jest on jedną z większych atrakcji turystycznych Macedonii Północnej.

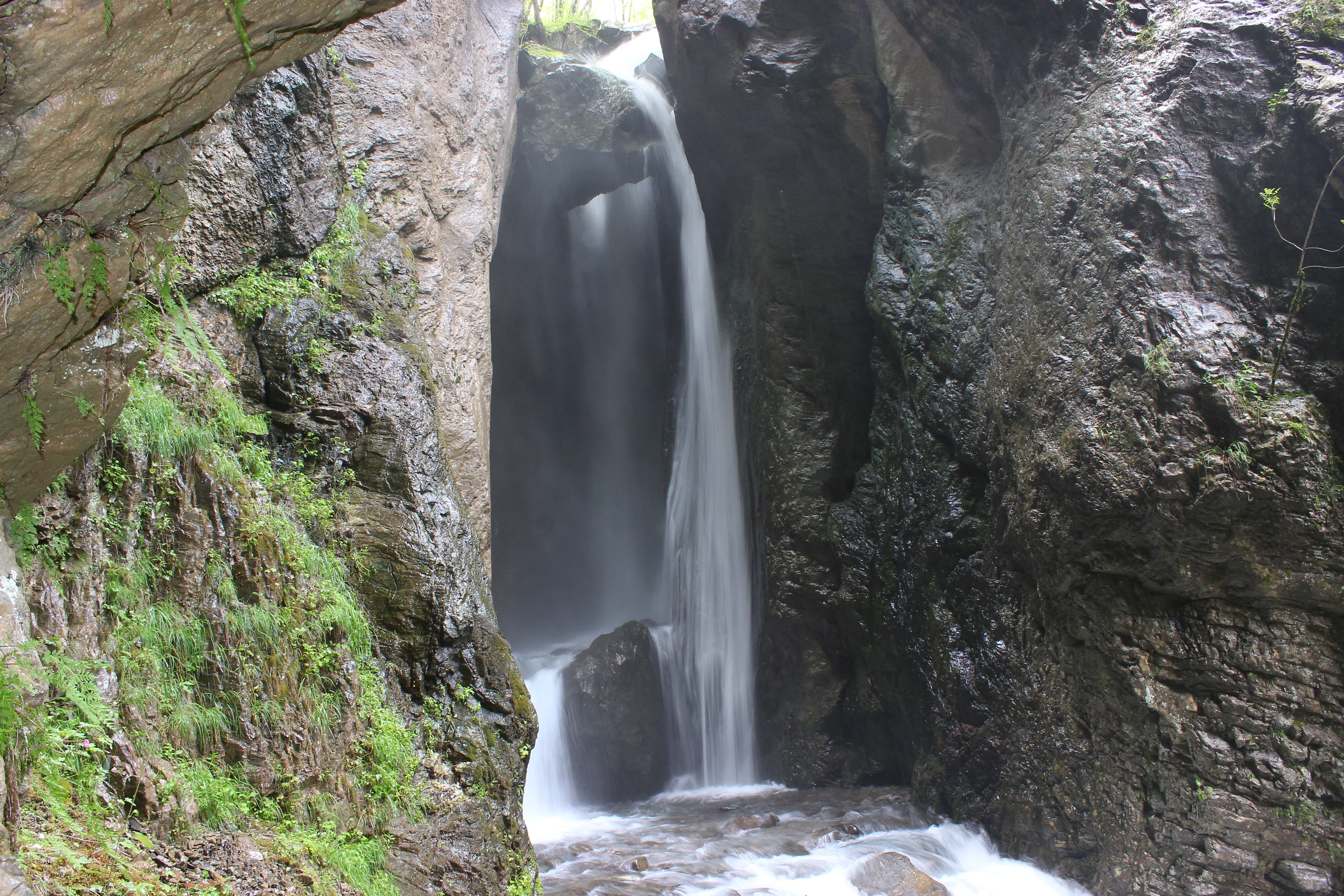